# ㅑ
ㅑ (reviderad romanisering: ya, hangul: 야) är den sextonde bokstaven i det koreanska alfabetet. Den är en av tio grundvokaler.